# Antonio Bustamante
Antonio Bustamante (Fairfax, Virginia, Estados Unidos, 20 de junio de 1997) es un futbolista boliviano nacido en los Estados Unidos. Juega de centrocampista en el Club Aurora de la Primera Division de Bolivia. Es internacional absoluto con la selección de Bolivia desde 2020.

## Trayectoria

### D. C. United
Bustamante entró a las inferiores del D. C. United en 2012 y firmó su primer contrato con el club el 21 de enero de 2019 como jugador de cantera. Jugó su primer encuentro con el D. C. el 12 de junio de 2019 ante el Philadelphia Union en la US Open Cup. Al término de la temporada 2019 fue liberado del club.

#### Loudoun United
Bustamante fue enviado a préstamo al Loudoun United, equipo filial del D. C. United en la USL, para la temporada 2019.

### Club Blooming
El centrocampista fichó por el Club Blooming de Bolivia en marzo de 2020.

### Clube Náutico Capibaribe
A finales del año 2020, fichó por el Clube Náutico Capibaribe de Brasil.

## Selección nacional
Hijo de padre boliviano y madre estadounidense, Bustamante fue citado por el entrenador César Farías para jugar el Torneo Preolímpico Sudamericano Sub-23 de 2020 con la selección de Bolivia sub-23. Jugó su primer encuentro contra Paraguay sub-23.
El 9 de octubre de 2020 debutó con la selección de Bolivia en la derrota por 5-0 ante Brasil de la clasificación para la Copa Mundial de Fútbol de 2022.

## Clubes
| Club                | País           | Año             |
| ------------------- | -------------- | --------------- |
| D.C. United         | Estados Unidos | 2019            |
| Loudoun United      | Estados Unidos | 2019            |
| Blooming            | Bolivia        | 2020            |
| Náutico             | Brasil         | 2020 - 2021     |
| Thisted FC          | Dinamarca      | 2021 - 2022     |
| Boldklubben af 1893 | Dinamarca      | 2023            |
| Aurora              | Bolivia        | 2024 - presente |

## Palmarés

### Campeonatos regionales
| Título                  | Club    | País   | Edición |
| ----------------------- | ------- | ------ | ------- |
| Campeonato Pernambucano | Náutico | Brasil | 2021    |